# USS Craven (DD-382)
USS Craven (DD-382) là một tàu khu trục lớp Gridley được Hải quân Hoa Kỳ chế tạo vào giữa những năm 1930. Nó là chiếc tàu chiến thứ ba của Hải quân Hoa Kỳ được đặt tên theo Trung tá Hải quân Tunis Augustus Macdonough Craven (1813-1865), người tham gia cuộc Chiến tranh Mexico-Hoa Kỳ và tử trận trong cuộc Nội chiến Hoa Kỳ. Craven đã phục vụ hầu hết tại Mặt trận Thái Bình Dương trong Chiến tranh Thế giới thứ hai trước khi được chuyển sang Đại Tây Dương, được cho ngừng hoạt động năm 1946 và bị bán để tháo dỡ năm 1947.

## Thiết kế và chế tạo
Craven được đặt lườn tại xưởng tàu của hãng Bethlehem Shipbuilding Corporation ở Quincy, Massachusetts vào ngày 2 tháng 6 năm 1935. Nó được hạ thủy vào ngày 25 tháng 2 năm 1937; được đỡ đầu bởi bà F. Learned, con gái Trung tá Craven; và được đưa ra hoạt động vào ngày 2 tháng 9 năm 1937 dưới quyền chỉ huy của Hạm trưởng, Thiếu tá Hải quân W. O. Bailey.

## Lịch sử hoạt động
Sau khi được huấn luyện tại khu vực biển Caribe và dọc theo vùng bờ Đông, cũng như thử nghiệm bắn ngư lôi tại Newport, Rhode Island, Craven rời Norfolk, Virginia vào ngày 16 tháng 8 năm 1938 để gia nhập hạm đội tại San Diego, California. Từ ngày 4 tháng 1 đến ngày 17 tháng 7 năm 1939, nó đi sang vùng biển Caribe để cơ động và tập trận hạm đội, rồi viếng thăm vùng bờ Đông, nhưng sau đó hoạt động chủ yếu tại vùng bờ Tây. Từ ngày 1 tháng 4 năm 1940, nó đặt căn cứ tại Trân Châu Cảng, nơi nó tham gia các cuộc thực hành hạm đội và phục vụ như tàu hộ tống chống tàu ngầm cho các tàu sân bay.
Khi Hải quân Nhật bất ngờ tấn công Trân Châu Cảng khai mào chiến tranh tại Thái Bình Dương, Craven đang ở ngoài biển hộ tống cho tàu sân bay Enterprise trên đường quay trở về từ đảo Wake. Đang khi còn phục vụ cùng đội của Enterprise, chiếc tàu khu trục bị hư hại do tai nạn va chạm với tàu tuần dương hạng nặng Northampton (CA-26) lúc đang tiếp nhiên liệu ngoài biển ngày 15 tháng 12. Sự cố này, cùng những hư hại khác do biển động mạnh vào ngày 19 tháng 12, đã buộc nó phải quay về Trân Châu Cảng để sửa chữa. Nó tham gia các cuộc bắn phá các quần đảo Marshall và Gilbert vào ngày 1 tháng 2 năm 1942 và xuống đảo Wake vào ngày 24 tháng 2. Sau khi được đại tu tại vùng bờ Tây, nó quay trở lại nhiệm vụ hộ tống vận tải và tuần tra dọc bờ Tây từ ngày 8 tháng 4.
Craven khởi hành từ Trân Châu Cảng vào ngày 12 tháng 11 năm 1942 để gia nhập cuộc tấn công tại Guadalcanal, hộ tống các tàu vận tải đi đến đảo này trong chín tháng tiếp theo sau. Trong các ngày 6 và 7 tháng 8, nó tham gia càn quét vịnh Vella vốn đã đánh chìm các tàu khu trục Nhật Kawakaze, Hagikaze và Arashi, cùng làm hư hại một tàu tuần dương.
Craven rời Efate vào ngày 23 tháng 9 năm 1943 để đi San Francisco, California cho việc đại tu. Quay trở lại Trân Châu Cảng, nó khởi hành vào ngày 19 tháng 1 năm 1944 để hộ tống các tàu sân bay thuộc Lực lượng Đặc nhiệm 58 trong các cuộc không kích xuống Wotje, Taroa và Eniwetok trong tháng 2 nhằm hỗ trợ việc chiếm đóng quần đảo Marshall. Từ căn cứ tại Majuro, chiếc tàu khu trục lên đường hộ tống các tàu sân bay trong các đợt không kích mạnh mẽ xuống Palau, Yap, Ulithi, Woleai; hỗ trợ việc chiếm đóng Hollandia; và bắn phá Truk, Satawan và Ponape trong suốt tháng 4. Sau một chuyến đi đến Trân Châu Cảng trong tháng 5, nó gia nhập trở lại Đệ Ngũ hạm đội cho việc chiếm đóng quần đảo Mariana. Nó hộ tống các cuộc không kích nhằm vô hiệu hóa Guam, Saipan và Rota, và hỗ trợ các cuộc bắn phá quần đảo Bonin, cũng như bảo vệ các tàu sân bay bằng hỏa lực phòng không trong khuôn khổ Trận chiến biển Philippine trong các ngày 19 và 20 tháng 6. Nó tiếp tục hộ tống bảo vệ các tàu sân bay trong tháng 7, tháng 8 và tháng 9 tại Bonins, Guam, Yap và Palaus.
Quay trở về Trân Châu Cảng vào ngày 11 tháng 10 năm 1944, Craven được đại tu và huấn luyện rồi lên đường vào ngày 2 tháng 1 năm 1945. Nó đi đến New York vào ngày 26 tháng 1 để thực hành và tuần tra chống tàu ngầm dọc theo vùng bờ Đông cho đến ngày 2 tháng 5, khi nó lên đường đi Southampton, Anh để hộ tống một đoàn tàu vận tải, quay trở về New York vào ngày 29 tháng 5. Nó khởi hành từ Portland, Maine vào ngày 22 tháng 6 để đưa đại biểu Chính phủ Hoa Kỳ đi Tangier, và tiếp tục đi đến Oran. Nó hoạt động khắp khu vực Địa Trung Hải trong các nhiệm vụ hộ tống, huấn luyện và vận chuyển cho đến ngày 14 tháng 1 năm 1946, khi nó khởi hành quay trở về Hoa Kỳ, về đến New York vào ngày 28 tháng 1. Chiếc tàu khu trục lên đường vào ngày 20 tháng 2 để đi San Diego và Trân Châu Cảng, đến nơi vào ngày 16 tháng 3.
Craven được cho xuất biên chế tại đây vào ngày 19 tháng 4 năm 1946, và bị bán để tháo dỡ vào ngày 2 tháng 10 năm 1947.

## Phần thưởng
Craven được tặng thưởng chín Ngôi sao Chiến trận do thành tích phục vụ trong Chiến tranh Thế giới thứ hai.